# David Bonderman
David Bonderman (Los Angeles, 27 novembre 1942 – Los Angeles, 11 dicembre 2024) è stato un imprenditore statunitense, miliardario, co-fondatore di TPG Capital (in precedenza Texas Pacific Group) e della sua affiliata asiatica Newbridge Capital, società di investimento che operano nel private equity. Possedeva anche una quota di minoranza del Boston Celtics (basket) e fu anche co-fondatore e proprietario della quota di maggioranza (insieme a Jerry Bruckheimer) del Seattle Kraken (hockey).
Secondo Forbes, nel 2023 aveva un patrimonio stimato in 6,4 miliardi di dollari.

## Biografia

### Origini
Bonderman è nato in una famiglia ebrea, a Los Angeles nel novembre 1942, e lì ha studiato fino al liceo. Quindi ha frequentato l'Università di Washington, laureandosi in giurisprudenza nel 1963 e ha conseguito il dottorato nel 1966 alla Harvard Law School. Fu anche membro della Harvard Law Review e Sheldon Fellow. Durante la sua permanenza a Harvard, si recò al Cairo, in Egitto, per studiare diritto giuridico islamico, sviluppando una padronanza quasi nativa nell'arabo standard moderno. Bonderman ha iniziato a fornire finanziamenti per la Bonderman Travel Fellowship presso l'Università di Washington nel 1995, borse di studio che offrono ogni anno a otto studenti universitari e sei laureati l'opportunità di viaggiare il mondo in modo indipendente, con pochissime strutture o regolamentazioni. Nel 2013, la figlia di Bonderman, Samantha Holloway, ha donato i fondi per creare una borsa di studio simile presso l'Università del Michigan. Sebbene le borse di studio condividano lo stesso nome (Bonderman Fellowship), variano sia in termini di ammissibilità che di esecuzione.

### Carriera
Bonderman è stato professore assistente alla Tulane University Law School nel 1967 e nel 1968; è stato poi assistente speciale del Procuratore generale degli Stati Uniti tra il 1968 e il 1969. Nel 1971, è entrato a far parte dello studio legale Arnold & Porter a Washington, diventandone socio e specializzandosi in questioni societarie, titoli, fallimento e contenzioso antitrust. Nel 1983, è entrato nel Robert M. Bass Group, Inc. (RMBG), che ora opera come Keystone Inc., e ne è diventato il direttore operativo. Dal dicembre 1992 Bonderman ha cofondato ed è diventato presidente della TPG Capital di Fort Worth, Texas.
Nel 2008, Bonderman è stato uno degli investitori di quella che divenne la T-Mobile Arena di Las Vegas.
Bonderman è stato amministratore di Continental Airlines, Böwe Bell & Howell, Ducati Motor Holding SpA, Credicom Asia, National Education Corp., Beringer Wine Estates, Carr Realty, Virgin Cinemas, CoStar Group, Gemalto e Ryanair. Fa parte dei consigli di amministrazione della Wilderness Society, del Grand Canyon Trust, del World Wide Fund for Nature, della University of Washington Foundation e dell'American Himalayan Foundation. In precedenza ha fatto parte dei consigli di amministrazione di Washington Mutual, American Savings Bank, Denbury Resources e Burger King. È stato membro del consiglio di amministrazione di Uber fino a quando non si è dimesso nel giugno 2017 a causa delle polemiche riguardanti una risposta sessista ad un membro del consiglio, Arianna Huffington, durante una riunione generale dell'azienda.
Nel 2018, Bonderman ha presentato domanda per una squadra di espansione della National Hockey League (NHL) per giocare in una Key Arena rinnovata a Seattle, Washington. Il consiglio dei governatori della NHL ha votato per approvare la squadra, denominata Seattle Kraken, il 4 dicembre.

### Morte
Bonderman è morto nel dicembre del 2024.

## Vita privata
Bonderman fu sposato con Laurie Michaels; ebbero cinque figli e vissero a Fort Worth, Texas.

## Premi e riconoscimenti
- 1999 - Premio Targa d'Oro dell'American Academy of Achievement[19]
- 2004 - Hall of Fame dei consulenti in materia di fusioni e acquisizioni[20]
- 2016 - Premio Woodrow Wilson per la cittadinanza aziendale[21]
- 2017 - Texas Business Hall of Fame[22]